# Consulaire district van Tunis

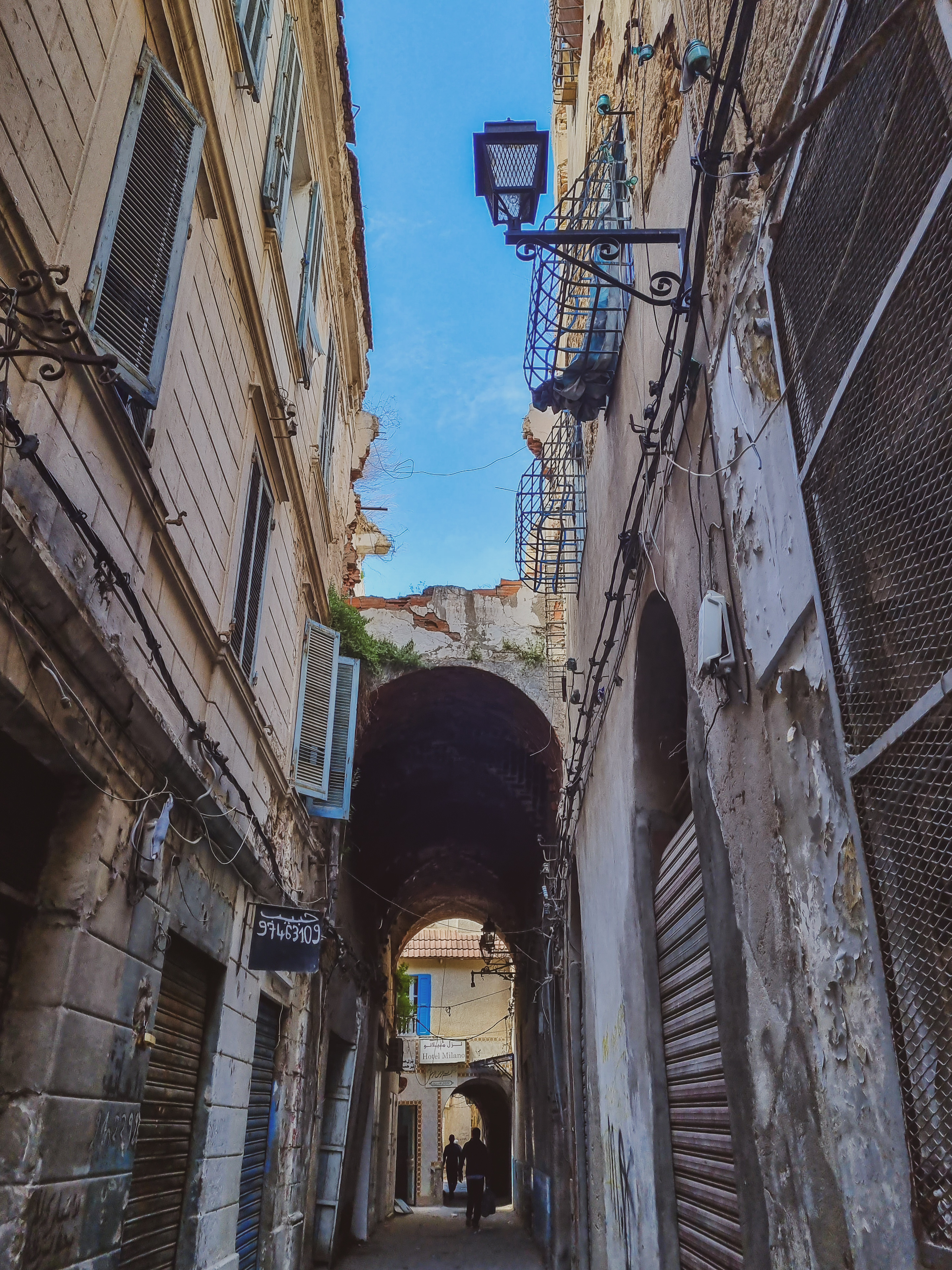
Rue de l'Ancienne Douane, in 2022.

Het consulaire district van Tunis wordt gedefinieerd als het gebied van consulaire en diplomatieke activiteit in het Ottomaanse regentschap van Tunis.

## Geschiedenis
Tijdens het Hafsid-tijdperk was het Europese naties verboden consulaten binnen de muren van de medina van Tunis op te richten. Met de overgang naar Ottomaanse soevereiniteit in de 16e eeuw kregen consuls het recht om zich te vestigen in fondouks of consulaire huizen.
Het consulaire district ontstaat met de bouw van het eerste consulaat binnen de stadsmuren, in het Franse kwartier van de medina, het fondouk des Français, gebouwd in 1660.

## Locatie
Ontstaan rondom het Place de la Bourse, het huidige Place de la Victoire, tegenover Bab El Bhar, strekken de fluctuerende grenzen zich uit tot Rue Sidi Kadous in het noorden, Place de Castille in het zuiden en Rue de la Verrerie in het westen.

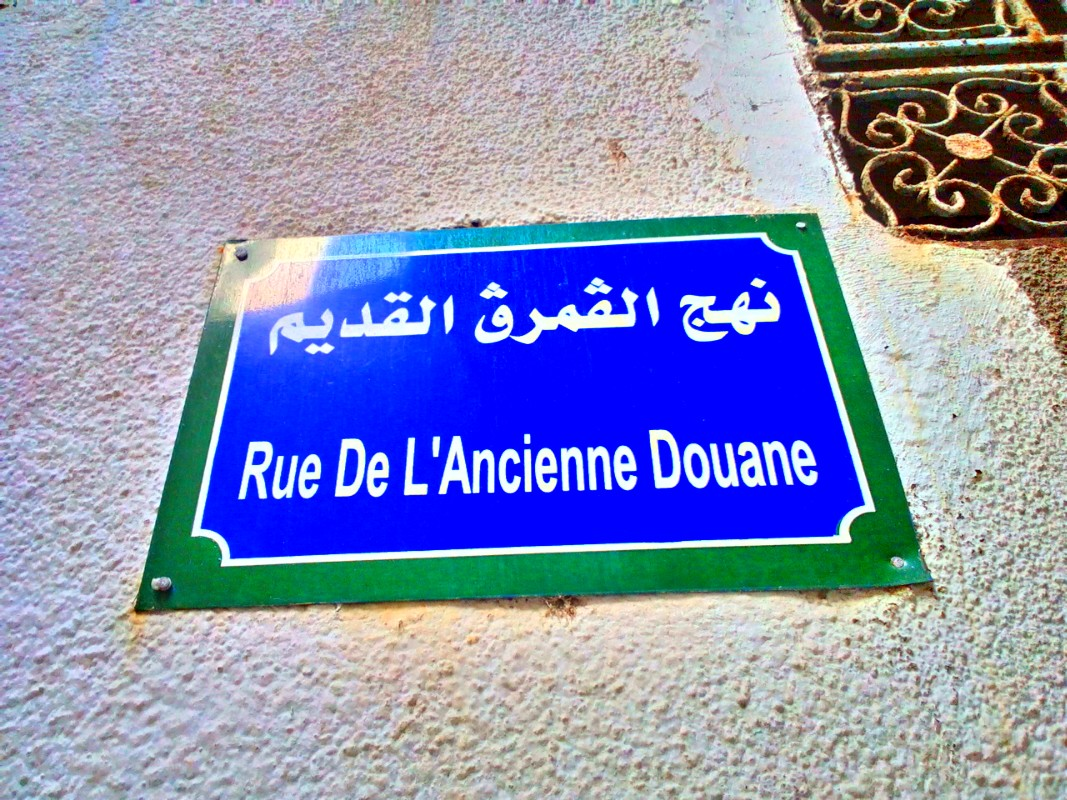
Rue de l'Ancienne Douane

De consulaatgebouwen van Zweden (later het Eymon Hotel, in 1875) en Portugal kijken uit op het plein, evenals het voormalige fondouk des Anglais.
In de omgeving zijn, naast het fondouk des Français, ook nog de voormalige consulaten van het groothertogdom Toscane, het Heilige Roomse Rijk, Genua, Venetië, Duitsland en de Verenigde Staten te bewonderen, allemaal gelegen langs de Rue de l'Ancienne Douane.
In Rue Zarkoun blijven het voormalige consulaat van Nederland (voormalige fondouk Nunez-Cardoso) en dat van de koninkrijken van Twee Sicilië en Sardinië behouden.

Het consulaat van Spanje bezette de gebouwen waarin de Heilige-Kruiskerk was gevestigd, en het consulaat van Denemarken die van het gemeentelijk district van de medina van Tunis.

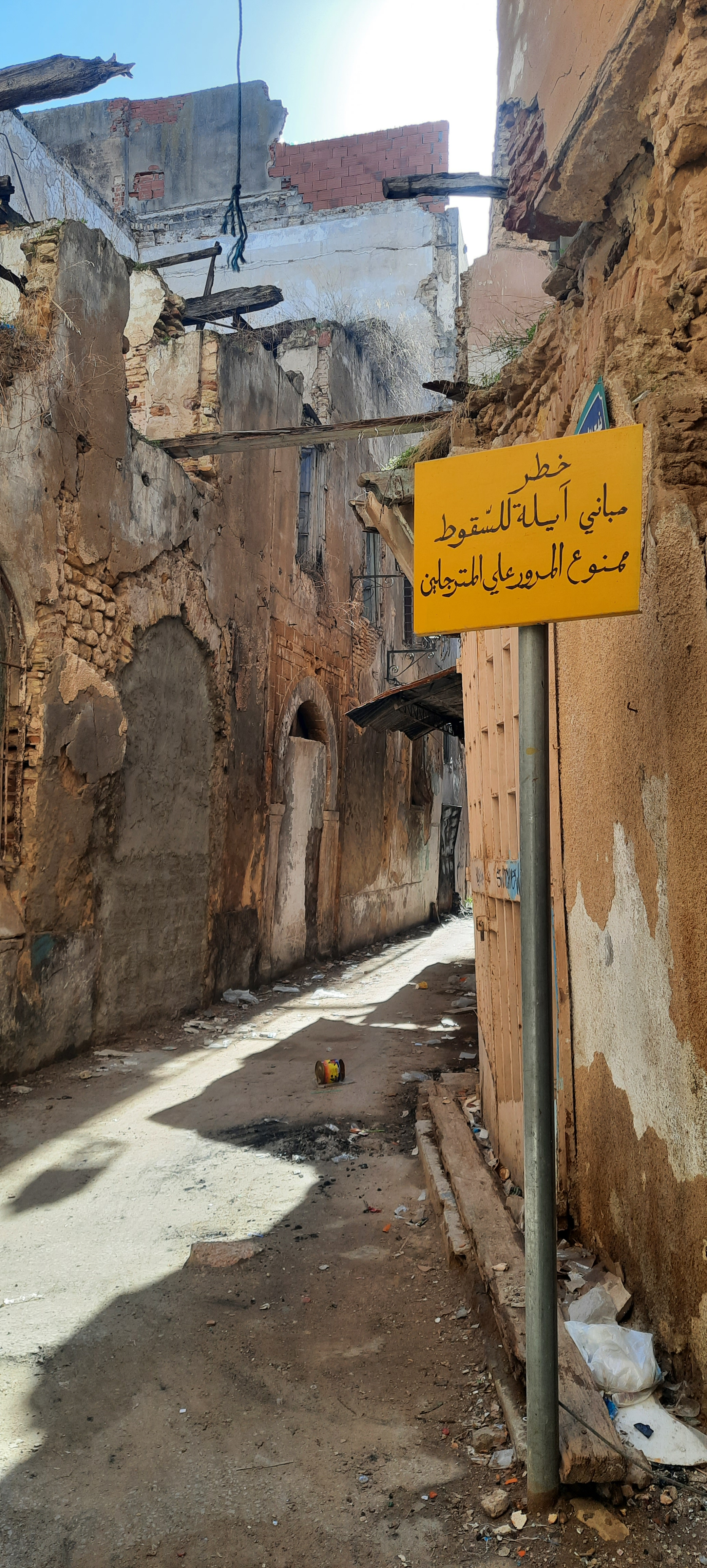
Het consulaire district van Tunis
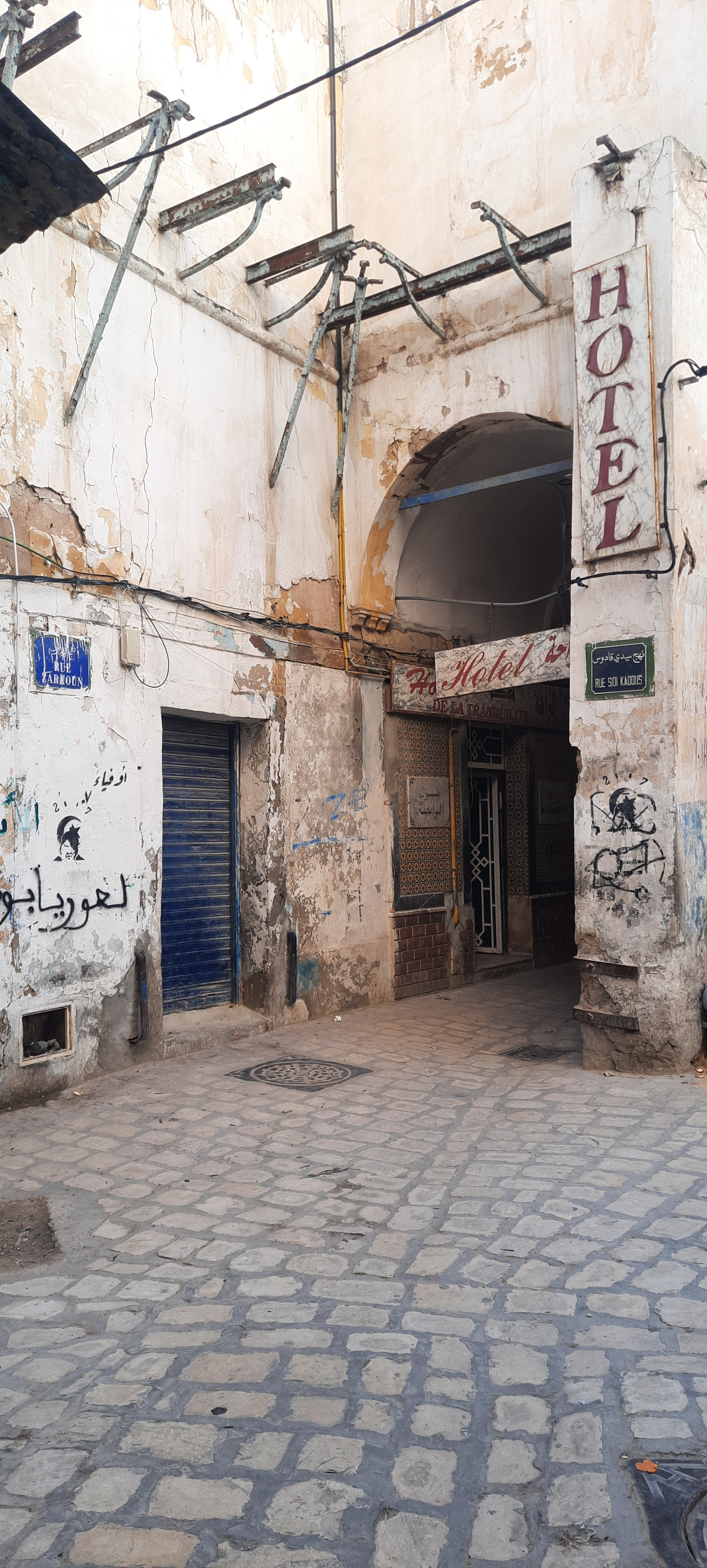
Rue Sidi Kadous
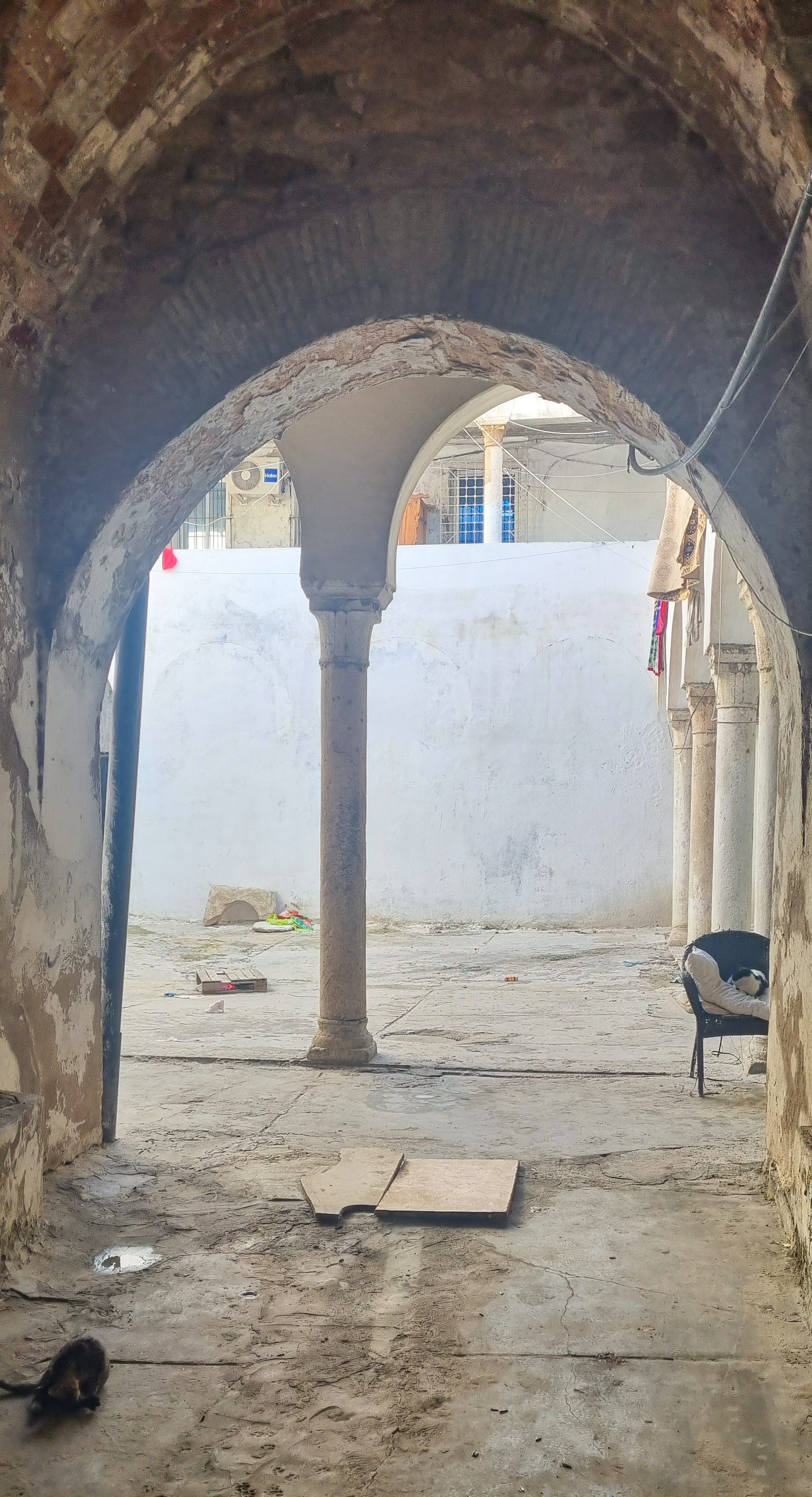
Huidig beeld van het fondouk des Français
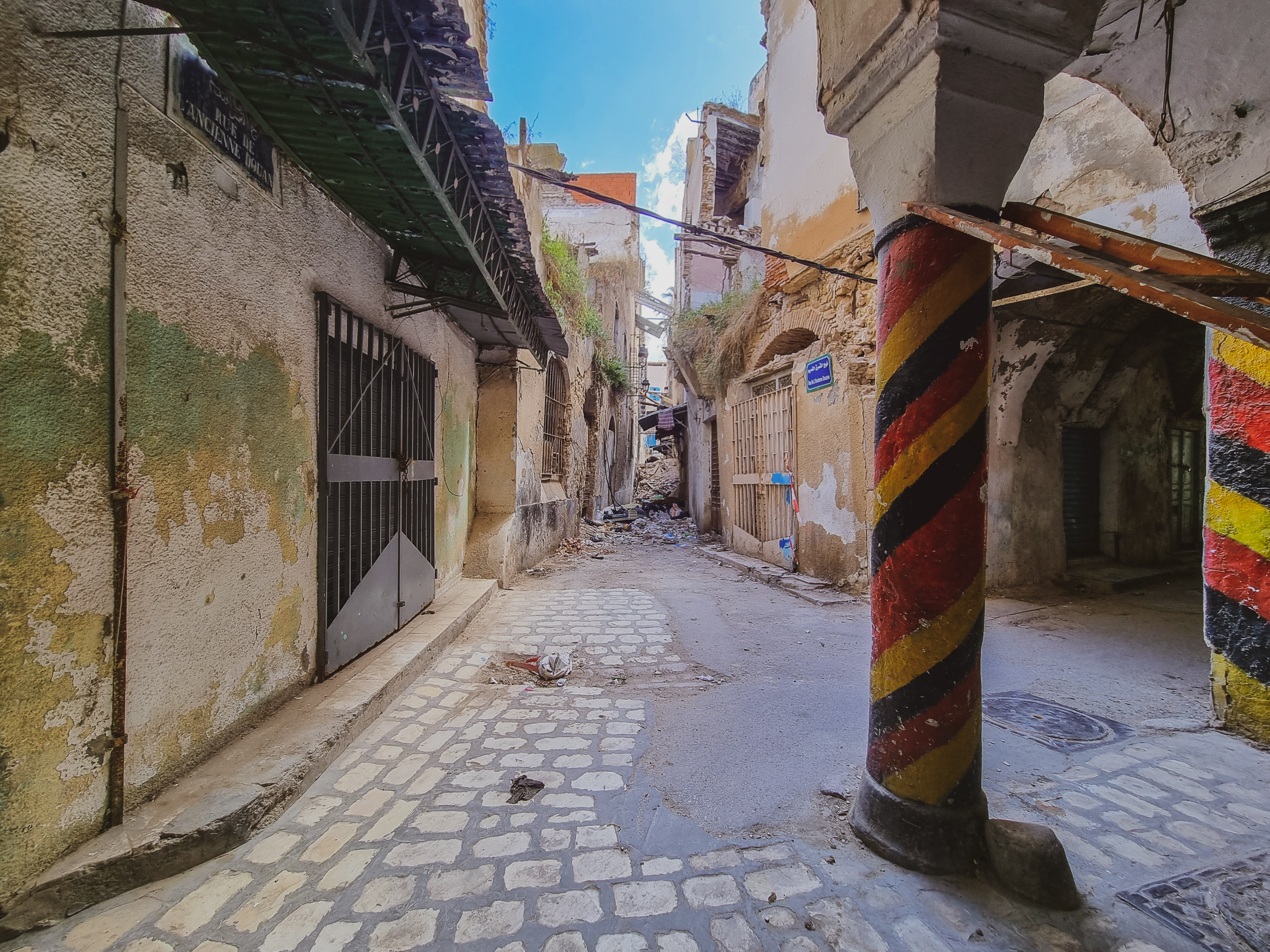
Rue de l'Ancienne Douane

## Werking
De fondouk bestaat uit een centrale binnenplaats waar woonvertrekken rondom georganiseerd zijn voor handelaren, broodovens, opslagruimtes, verkoopwinkels en een kanselarij. De consul die in de fondouk verblijft, ontvangt inkomsten uit de verhuur, opslag en kanselarijkosten.

## Nota en referenties
1. 1 2  Hatem Bourial, Le Temps, 31 décembre 2016(lire en ligne [archive], consulté le 17 mai 2022)
2. 1 2 3  Adnen El Ghali, Archibat,décembre 2014, p. 77 (ISSN 0330-3292)
3. ↑  Adnen El Ghali et Axel Derriks, Tunis, Agence italienne de coopération au développement (it) ISBN 978-9938-40-476-0, lire en ligne [archive]), p. 24